# Ocotea wurdackiana
Ocotea wurdackiana är en lagerväxtart som beskrevs av C. K. Allen. Ocotea wurdackiana ingår i släktet Ocotea och familjen lagerväxter. Inga underarter finns listade i Catalogue of Life.